# انجمن دیابت ایران

## تاریخچه
انجمن دیابت ایران در سال ۱۳۶۸، ضمن ضرورت تأسیس یا احیا یک انجمن ملی با هدف تحت پوشش قرار دادن بیماران مبتلا به دیابت مطرح و بلافاصله مورد استقبال قرار گرفت و سرانجام در سال ۱۳۷۰ باکمک عده ای از متخصصین و والدین بیماران تأسیس شد که در حوزهٔ علمی فرهنگی تحقیقاتی فعالیت می‌کند. این انجمن مردم نهاد و غیردولتی در شهرهای مختلف شعبه دارد

## تحقیقات
- در تحقیقی که درانجمن دیابت ایران و کلینیک دیابت دکتر شریعتی انجام شد به این نتیجه رسیدند که با افسردگی با نوع جنسیت ، کنترل ضعیف قند خون و عواض دیابت در افراد دیابتی ارتباط دارد و کنترل قند خون و درمان عوارض دیابت می‌تواند در بهبود این افسردگی مؤثر باشد.[۱۵]
- در تحقیقی در شعبهٔ تبریز انجمن دیابت ایران که برروی ۱۵ نفر از دیابتی‌های تیپ دو پیرامون اینکه چرا و چگونه دیابتی‌ها قبل از مراجعه به یک پزشک به مراقبت‌های بهداشتی می‌پردازند، صورت گرفت و دریافتد که زمینه‌های اجتماعی فردی در هنگام تصمیم‌گیری در مورد مراقبت‌های بهداشتی برای دیابت نقش مهمی در روند تصمیم‌گیری ایفا می‌کند.[۱۶]

## اعلام تعداد دیابتی‌های کشور
مدیر عامل این انجمن در گفتگوهای مختلفی تعداد دیابتی‌های کشور را حدود ۵ میلیون نفر تخمین زده‌است. وی شیوع دیابت در منطقه خاورمیانه ازجمله ایران حدود ۹۷ درصد اعلام کرد.
طبق برآورد فدراسیون بین‌المللی دیابت، ۴۸ درصد ساکنان منطقه خاورمیانه ازجمله ایران، دیابت بدون تشخیص دارند و به عبارتی از هر ۲ نفر یک نفر از بیماری خود بی‌خبر است.

## ماجرای سقف‌گذاری برای دریافت انسولین بیماران دیابتی
در طی رخ داد ماجرایی که در اخبار رسمی ایران از آن با نام بازی انسولین و داروخانه با بیماران قندی و چوب خط تعیین کردن بیمه‌ها یاد شد
رئیس انجمن دیابت ایران گفت با وجود تولید انسولین بازالین توسط شرکت فرآورده های پویش دارو هیچ کمبودی در تأمین داروی انسولین گلارژین در سطح بازار وجود ندارد، در حال حاضر مشکل ما کاهش سقف تقبل هزینه داروها توسط بیمه‌ها است که با شروع سال جدید محدودیت‌های تازه‌ای برای بیماران دیابتی در نظر گرفته‌اند. تقاضای ما از بیمه‌ها این است تا با ما جلساتی داشته باشند تا طی هم‌اندیشی با یکدیگر بتوانیم آسیب‌های کم شدن سقف پوششی انسولین توسط بیمه‌ها برای بیماران را کاهش داده و از طرفی جلوی هزینه‌های اضافی سازمان‌های بیمه‌گر را بگیریم؛ و با تأکید بر اهمیت در نظر گرفتن سایر شرایط بیماران دیابتی افزود: به عنوان مثال برای نوجوان دیابتی که در سن بلوغ و رشد قرار دارد، نمی‌توان سقف دریافت انسولین قائل بود؛ چراکه می‌تواند به رشد آنها آسیب برساند.